# Andi Tausch

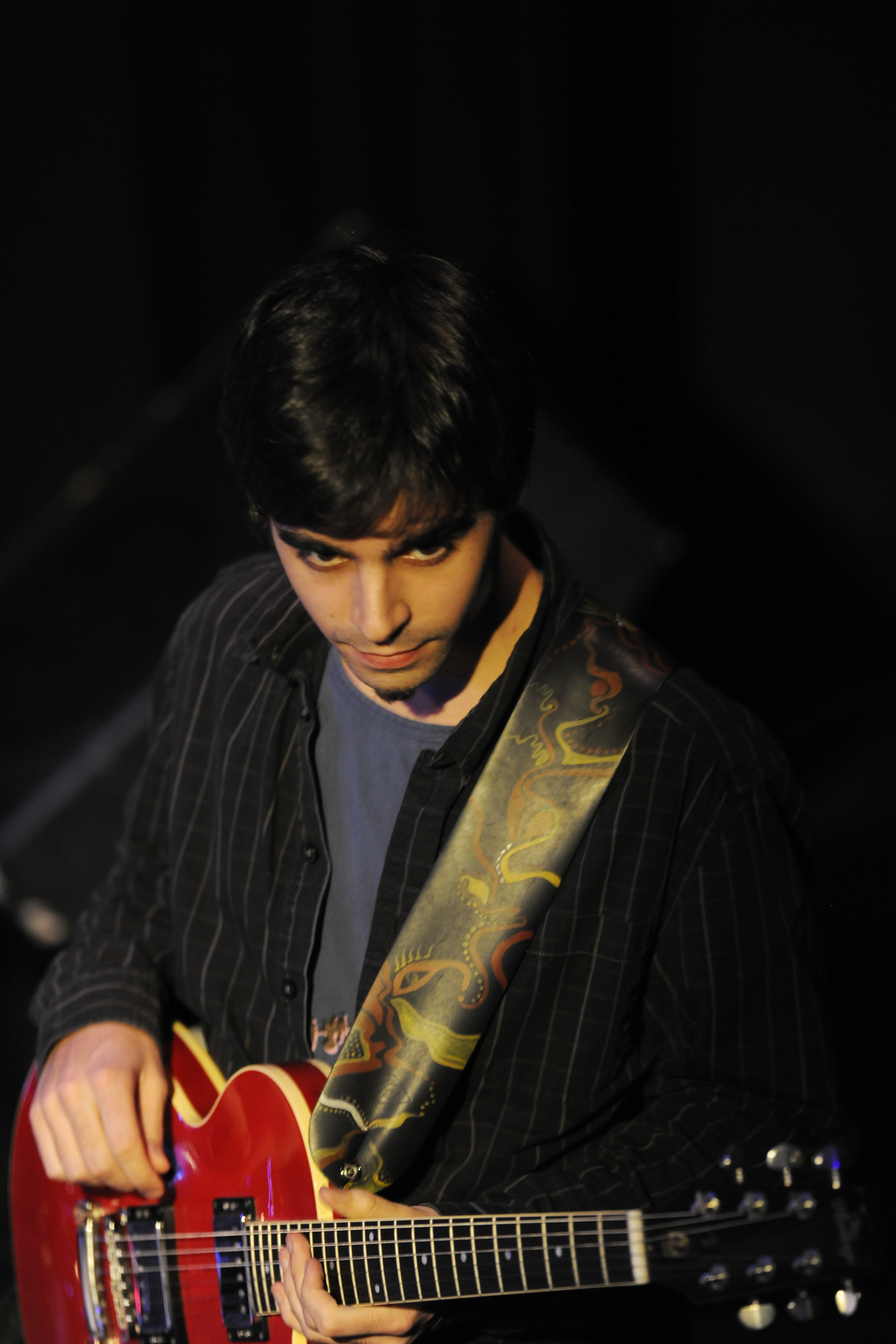
Andi Tausch (2009)

Andi Tausch (* 1984 in Tirol) ist ein österreichischer Gitarrist und Komponist.

## Biografie
Nach Absolvierung des Musikgymnasiums am BORG Innsbruck mit klassischem Kontrabass-Unterricht am Innsbrucker Konservatorium absolvierte er ebendort einen dreijährigen Lehrgang für Jazz- und Popularmusik mit E-Gitarre. Von 2005 bis 2007 studierte er an der Hochschule für Musik, Abteilung Jazz in Basel bei Wolfgang Muthspiel.
Neben seiner Band „The Flow“, die er gemeinsam mit dem Pianisten Martin Reiter gründete, ist er unter anderem mit folgenden Musikern/Bands zu hören: Jean-Paul Brodbeck Group, Manu Delago, Georg Breinschmid, Philipp Nykrin, Lovely Rita, HotchPotch, SK Invitational, Daniel Mudrack H3, Adrian Mears, Tristan Schulze. Andi Tausch lebt seit Herbst 2007 in Wien und erspielte sich in der österreichischen Jazzszene eine starke Präsenz.

## Diskografie
Hotchpotch
- ep-itome, 2002
- bring it to the boil, 2005
- hotchpotch, 2009

Chillin con Karma
- chillin con karma, 2004

SK Invitational,
- SK Invitational, 2007
- Raw Glaced, 2009

Manu Delago,
- Adventions 2008

Daniel Mudrack,
- h3, 2008

Project Topoke
- Africa Moto, 2008

The Flow
- The Flow, 2009

Philipp Nykrin
- Common Sense, 2009
- at home, 2012